# DICE Awards

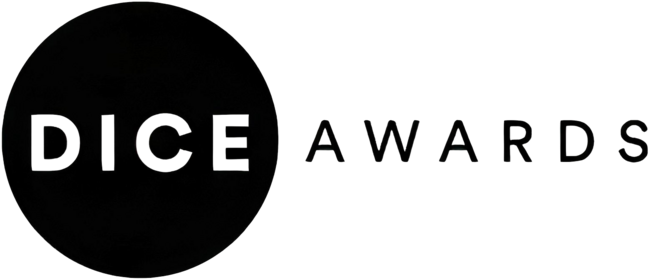
Logo

Die D.I.C.E. Awards (von 1998 bis 2012: Interactive Achievement Awards) sind eine Auszeichnung der Computerspielbranche. Sie werden gemeinsam mit der Nominierung für die AIAS Hall of Fame seit 1998 von der Academy of Interactive Arts & Sciences (AIAS) für die besten Computerspiele verliehen. Die Preisvergabe findet seit 2002 im Rahmen der Fachtagung DICE Summit (Design, Innovate, Communicate, Entertain) statt.

## Auszeichnung (Allgemein)

### Spiel des Jahres
- 2022: It Takes Two
- 2021: Hades
- 2020: Untitled Goose Game
- 2019: God of War
- 2018: The Legend of Zelda: Breath of the Wild
- 2017: Overwatch
- 2016: Fallout 4
- 2015: Dragon Age: Inquisition
- 2014: The Last of Us
- 2013: Journey
- 2012: The Elder Scrolls V: Skyrim
- 2011: Mass Effect 2
- 2010: Uncharted 2: Among Thieves
- 2009: LittleBigPlanet
- 2008: Call of Duty 4: Modern Warfare
- 2007: Gears of War
- 2006: God of War (2005)
- 2005: Half-Life 2 (für PC)
- 2004: Call of Duty (für PC)
- 2003: Battlefield 1942 (für PC)
- 2002: Halo: Kampf um die Zukunft (für Xbox)
- 2001: Diablo II (für PC)
- 2000: Die Sims (für PC)
- 1999: The Legend of Zelda: Ocarina of Time (für Nintendo 64)
- 1998: GoldenEye 007 (für Nintendo 64)

### Spiel des Jahres / Handheld
- 2022: Pokémon Unite
- 2021: Legends of Runeterra
- 2020: Sayonara Wild Hearts
- 2019: Florence
- 2018: Metroid: Samus Returns
- 2017: Pokémon Sonne und Mond
- 2016: Helldivers
- 2015: Super Smash Bros. for Nintendo 3DS
- 2014: The Legend of Zelda: A Link Between Worlds
- 2013: Paper Mario: Sticker Star
- 2012: Super Mario 3D Land
- 2011: God of War: Ghost of Sparta
- 2010: Scribblenauts
- 2009: God of War Chains of Olympus
- 2008: The Legend of Zelda Phantom Hourglass
- 2007: Dr. Kawashimas Gehirn-Jogging
- 2006: Nintendogs
- 2005: Metroid Zero Mission (für Game Boy Advance)
- 2004: Final Fantasy Tactics Advance (für Game Boy Advance)
- 2003: Metroid Fusion (für Game Boy Advance)
- 2002: Advance Wars (für Game Boy Advance)

### Spiel des Jahres / Familientauglich
- 2022: Ratchet & Clank: Rift Apart
- 2021: Animal Crossing: New Horizons
- 2020: Super Mario Maker 2
- 2019: Unravel Two
- 2018: Snipperclips
- 2017: Ratchet & Clank
- 2016: Super Mario Maker
- 2015: LittleBigPlanet 3
- 2014: Super Mario 3D World
- 2013: Skylanders: Giants
- 2012: LittleBigPlanet 2
- 2011: Dance Central
- 2010: Rock Band The Beatles
- 2009: LittleBigPlanet
- 2008: Rock Band
- 2007: Guitar Hero II
- 2006: Guitar Hero
- 2005: Donkey Konga
- 2003: Mario Party 4 (für GameCube)

### Spiel des Jahres / Casual Game
- 2014: Pflanzen gegen Zombies 2
- 2013: Journey
- 2012: Fruit Ninja Kinect
- 2011: Angry Birds HD
- 2010: Flower
- 2009: Braid

### Spiel des Jahres / Rollenspiel
- 2022: Final Fantasy XIV: Endwalker
- 2021: Final Fantasy VII Remake
- 2020: The Outer Worlds
- 2019: Monster Hunter: World
- 2018: Nier: Automata
- 2017: Dark Souls III
- 2016: Fallout 4
- 2015: Dragon Age: Inquisition
- 2014: Diablo III
- 2013: Mass Effect 3
- 2012: The Elder Scrolls V: Skyrim
- 2011: Mass Effect 2
- 2010: Dragon Age: Origins
- 2009: World of Warcraft: Wrath of the Lich King
- 2008: World of Warcraft: The Burning Crusade
- 2007: Guild Wars Nightfall (für PC)
- 2006: City of Villains
- 2005: World of Warcraft (für PC)
- 2004: EverQuest: Lost Dungeons of Norrath (für PC)
- 2003: Die Sims Online (für PC)
- 2002: Dark Age of Camelot (für PC)
- 2001: EverQuest: Ruins of Kunark (für PC)

### Spiel des Jahres / Action
- 2022: Halo Infinite
- 2021: Hades
- 2020: Control
- 2019: Celeste
- 2018: PlayerUnknown’s Battlegrounds
- 2017: Overwatch
- 2016: Battlefront
- 2015: Destiny
- 2014: BioShock Infinite
- 2013: Borderlands 2
- 2012: Call of Duty: Modern Warfare 3
- 2011: Red Dead Redemption
- 2010: Call of Duty: Modern Warfare 2
- 2009: Dead Space
- 2008: Call of Duty 4: Modern Warfare
- 2007: Gears of War
- 2006: God of War (2005)

### Spiel des Jahres / Abenteuer
- 2022: Marvel’s Guardians of the Galaxy
- 2021: Ghost of Tsushima
- 2020: Star Wars Jedi: Fallen Order
- 2019: God of War
- 2018: The Legend of Zelda: Breath of the Wild
- 2017: Uncharted 4: A Thief’s End
- 2016: Metal Gear Solid V: The Phantom Pain
- 2015: Mittelerde: Mordors Schatten
- 2014: The Last of Us
- 2013: The Walking Dead
- 2012: Batman: Arkham City
- 2011: Limbo
- 2010: Uncharted 2: Among Thieves
- 2009: Mirror’s Edge
- 2008: Super Mario Galaxy
- 2007: Gears of War
- 2006: God of War (2005)

### Spiel des Jahres / Kampf
- 2022: Guilty Gear Strive
- 2021: Mortal Kombat 11 Ultimate
- 2020: Mortal Kombat 11
- 2019: Super Smash Bros. Ultimate
- 2018: Injustice 2
- 2017: Street Fighter V
- 2016: Mortal Kombat X
- 2015: Super Smash Bros. for Wii U
- 2014: Injustice: Gods Among Us
- 2013: PlayStation All-Stars Battle Royale
- 2012: Mortal Kombat
- 2011: Super Street Fighter IV
- 2010: Street Fighter IV
- 2009: Super Smash Bros. Brawl
- 2008: Fight Night Round 3
- 2007: SoulCalibur III
- 2006: Mortal Kombat: Deception
- 2005: SoulCalibur II
- 2004: Tekken 4
- 2003: Dead or Alive 3
- 2002: Dead or Alive 2
- 2001: Soul Calibur
- 2000: WCW/nWo Revenge
- 1999: WCW vs. nWo: World Tour

### Spiel des Jahres / Strategie/Simulation
- 2022: Age of Empires IV
- 2021: Microsoft Flight Simulator
- 2020: Fire Emblem: Three Houses
- 2019: Into the Breach
- 2018: Mario + Rabbids Kingdom Battle
- 2017: Civilization VI
- 2016: Heroes of the Storm
- 2015: Hearthstone: Heroes of Warcraft
- 2014: XCOM: Enemy Within
- 2013: XCOM: Enemy Unknown
- 2012: Orcs Must Die!
- 2011: StarCraft II: Wings of Liberty
- 2010: Brütal Legend
- 2009: Command & Conquer: Alarmstufe Rot 3
- 2008: Command & Conquer 3: Tiberium Wars

### Spiel des Jahres / Rennen
- 2022: Forza Horizon 5
- 2021: Mario Kart Live: Home Circuit
- 2020: Mario Kart Tour
- 2019: Forza Horizon 4
- 2018: Mario Kart 8 Deluxe
- 2017: Forza Horizon 3
- 2016: Forza Motorsport 6
- 2015: Mario Kart 8
- 2014: Forza Motorsport 5
- 2013: Need for Speed: Most Wanted
- 2012: Forza Motorsport 4
- 2011: Need for Speed: Hot Pursuit
- 2010: Forza Motorsport 3
- 2009: Burnout Paradise
- 2008: MotorStorm
- 2007: Burnout Revenge
- 2006: Need for Speed: Most Wanted
- 2005: Burnout 3: Takedown
- 2004: Need for Speed: Underground
- 2003: Need for Speed: Hot Pursuit 2
- 2002: Gran Turismo 3: A-Spec
- 2001: SSX
- 2000: Star Wars Episode I: Racer
- 1999: Gran Turismo
- 1998: Diddy Kong Racing

### Spiel des Jahres / Sport
- 2022: Mario Golf: Super Rush
- 2021: Tony Hawk’s Pro Skater 1 + 2
- 2020: FIFA 20
- 2019: Mario Tennis Aces
- 2018: FIFA 18
- 2017: Steep
- 2016: Rocket League
- 2015: FIFA 15
- 2014: FIFA 14
- 2013: FIFA 13
- 2012: FIFA 12
- 2011: FIFA 11
- 2010: FIFA 10
- 2009: NHL 09
- 2008: Skate
- 2007: SSX On Tour
- 2006: Tiger Woods PGA Tour 2005

### Spiel des Jahres / Mobile
- 2018: Fire Emblem Heroes
- 2017: Pokémon Go
- 2016: Fallout Shelter
- 2015: Hearthstone: Heroes of Warcraft
- 2014: Pflanzen gegen Zombies 2
- 2013: Hero Academy
- 2012: Infinity Blade II

### Beste Animationen
- 2022: Ratchet & Clank: Rift Apart
- 2021: The Last of Us Part II
- 2020: Luigi’s Mansion 3
- 2019: Marvel’s Spider-Man
- 2018: Cuphead
- 2017: Uncharted 4: A Thief’s End
- 2016: Ori and the Blind Forest
- 2015: Mittelerde: Mordors Schatten
- 2014: The Last of Us
- 2013: Assassin’s Creed III
- 2012: Uncharted 3: Drake’s Deception
- 2011: God of War III
- 2010: Uncharted 2: Among Thieves
- 2009: Prince of Persia
- 2008: Assassin’s Creed
- 2007: Gears of War
- 2006: God of War (2005)
- 2005: Half-Life 2 (für PC)
- 2004: Prince of Persia: The Sands of Time (für PlayStation 2, Xbox, GameCube)
- 2003: Sly Raccoon (für PlayStation 2)
- 2002: Oddworld: Munch's Oddysee (für Xbox)
- 2001: Final Fantasy IX (für PlayStation)
- 2000: Final Fantasy VIII (für PlayStation)

### Art Direction
- 2022: Ratchet & Clank: Rift Apart
- 2021: Ghost of Tsushima
- 2020: Control
- 2019: God of War
- 2018: Cuphead
- 2017: Inside
- 2016: Ori and the Blind Forest
- 2015: Monument Valley
- 2014: The Last of Us
- 2013: Journey
- 2012: Uncharted 3: Drake’s Deception
- 2011: Red Dead Redemption
- 2010: Uncharted 2: Among Thieves
- 2009: LittleBigPlanet
- 2008: BioShock
- 2007: Gears of War
- 2006: Shadow of the Colossus
- 2005: Half-Life 2 (für PC)
- 2004: The Legend of Zelda: The Wind Waker (für GameCube)
- 2003: Sly Raccoon (für PlayStation 2)
- 2002: ICO (für PlayStation 2)
- 2001: Final Fantasy IX (für PlayStation)
- 2000: Final Fantasy VIII (für PlayStation)
- 1999: Banjo-Kazooie (für Nintendo 64)
- 1998: Riven (für PC, PlayStation, Sega Saturn)

### Beste Synchronisation
Bis 2007 erfolgte jeweils eine Auszeichnung für weibliche und männliche Synchronleistungen. Bis 2014 wurde in jedem Jahr nur noch ein Preis verliehen.
- 2014: Ashley Johnson als Ellie in The Last of Us
- 2013: Dave Fennoy als Lee Everett in The Walking Dead
- 2012: Stephen Merchant als Wheatley in Portal 2
- 2011: Rob Wiethoff als John Marston in Red Dead Redemption
- 2010: Mark Hamill als Joker in Batman: Arkham Asylum
- 2009: Stephen Fry als Erzähler in LittleBigPlanet
- 2008: Ellen McLain als GLaDOS in Portal

| - 2007: Viva Piñata - 2006: Jade Empire - 2005: Judi Dench in GoldenEye: Rogue Agent - 2004: Tara Strong als Rikku in Final Fantasy X-2 - 2004: Jada Pinkett Smith als Niobe in Enter the Matrix | - 2007: Gears of War - 2006: God of War (2005) - 2005: Robert Guillaume als Dr. Eli Vance in Half-Life 2 - 2004: Elijah Wood als Frodo in Der Herr der Ringe: Die Rückkehr des Königs |

### Bester Charakter
- 2022: Resident Evil Village
- 2021: Marvel’s Spider-Man: Miles Morales
- 2020: Untitled Goose Game
- 2019: God of War
- 2018: Hellblade: Senua’s Sacrifice
- 2017: The Last Guardian
- 2016: Rise of the Tomb Raider
- 2015: Mittelerde: Mordors Schatten
- 2013: The Walking Dead

### Beste Handlung oder Charakterentwicklung
- 2008: BioShock
- 2007: The Legend of Zelda: Twilight Princess
- 2006: Call of Duty 2: Big Red One
- 2005: Fable (für Xbox)
- 2004: Star Wars: Knights of the Old Republic (für Xbox)
- 2003: Eternal Darkness: Sanity’s Requiem (für GameCube)
- 2002: ICO (für PlayStation 2)
- 2001: Baldur’s Gate II (für PC)
- 2000: Age of Empires II (für PC)
- 2000: Thief (für PC)
- 1999: Pokémon (für Game Boy)

### Bestes Spieledesign
- 2022: Deathloop
- 2021: Hades
- 2020: Control
- 2019: God of War
- 2018: The Legend of Zelda: Breath of the Wild
- 2017: Overwatch
- 2016: The Witcher 3: Wild Hunt
- 2015: Mittelerde: Mordors Schatten
- 2011–2014: –
- 2010: Batman: Arkham Asylum
- 2009: World of Goo
- 2008: Orange Box Portal
- 2007: Wii Sports
- 2006: Guitar Hero
- 2005: Katamari Damacy (für PlayStation 2)
- 2004: Prince of Persia: The Sands of Time (für PlayStation 2, Xbox, GameCube)
- 2003: Animal Crossing (für GameCube)
- 2002: Grand Theft Auto III (für PlayStation 2)
- 2001: The Legend of Zelda: Majora’s Mask (für Nintendo 64)
- 2000: Die Sims (für PC)
- 1999: The Legend of Zelda: Ocarina of Time (für Nintendo 64)
- 1998: PaRappa the Rapper (für PlayStation)

### Bestes Gameplay
- 2014: Grand Theft Auto V
- 2013: XCOM: Enemy Unknown
- 2012: The Elder Scrolls V: Skyrim
- 2011: Red Dead Redemption
- 2010: Uncharted 2: Among Thieves
- 2009: Spore
- 2008: Orange Box Portal
- 2007: Wii Sports
- 2006: Guitar Hero
- 2005: Half-Life 2 (für PC)
- 2004: Prince of Persia: The Sands of Time (für PlayStation 2, Xbox, GameCube)
- 2003: Tom Clancy’s Splinter Cell (für PC, PlayStation 2, Xbox, GameCube)
- 2002: Grand Theft Auto III (für PlayStation 2)
- 2001: SSX (für PlayStation 2)
- 2000: Die Sims (für PC)

### Bestes Online Gameplay
- 2022: Halo Infinite
- 2021: Fall Guys: Ultimate Knockout
- 2020: Apex Legends
- 2019: Fortnite
- 2018: PlayerUnknown’s Battlegrounds
- 2017: Overwatch
- 2016: Rocket League
- 2012: Star Wars: The Old Republic
- 2011: StarCraft II
- 2010: Call of Duty: Modern Warfare 2
- 2009: Left 4 Dead
- 2008: Call of Duty 4: Modern Warfare
- 2007: Gears of War
- 2005: –
- 2004: –
- 2003: Battlefield 1942 (für PC)
- 2002: Return to Castle Wolfenstein (für PC)
- 2001: MechWarrior 4 (für PC)
- 2000: EverQuest (für PC)
- 1999: Ultima Online: The Second Age (für PC)
- 1999: Starsiege: Tribes (für PC)
- 1999: Multiplayer Jeopardy! Online (für PC)
- 1998: Ultima Online (für PC)

### Beste Musikkomposition
- 2022: Returnal
- 2021: Ghost of Tsushima
- 2020: Control
- 2019: God of War
- 2018: Cuphead
- 2017: Doom
- 2016: Ori and the Blind Forest
- 2015: Destiny
- 2014: BioShock Infinite
- 2013: Journey
- 2012: Portal 2
- 2011: Heavy Rain
- 2010: Uncharted 2: Among Thieves
- 2009: Metal Gear Solid 4: Guns of the Patriots
- 2008: BioShock
- 2007: LocoRoco
- 2006: God of War (2005)
- 2005: Fable (für Xbox)
- 2004: Medal of Honor: Rising Sun (für PlayStation 2, Xbox, GameCube)
- 2003: Medal of Honor: Frontline (für PlayStation 2, Xbox, GameCube)
- 2002: Tropico (für PC)
- 2001: Medal of Honor: Underground (für PlayStation)
- 2000: Um Jammer Lammy (für PlayStation)

### Bestes Sounddesign
- 2022: Returnal
- 2021: Ghost of Tsushima
- 2020: Death Stranding
- 2019: God of War
- 2018: Super Mario Odyssey
- 2017: Battlefield 1
- 2016: Battlefront
- 2015: Destiny
- 2014: The Last of Us
- 2013: Journey
- 2012: Battlefield 3
- 2011: Limbo
- 2010: Uncharted 2: Among Thieves
- 2009: Dead Space
- 2008: BioShock
- 2007: Call of Duty 3
- 2006: God of War (2005)
- 2005: Halo 2 (für Xbox)
- 2004: Der Herr der Ringe: Die Rückkehr des Königs (für PlayStation 2, Xbox, GameCube)
- 2003: Medal of Honor: Frontline (für PlayStation 2, Xbox, GameCube)
- 2002: Metal Gear Solid 2 (für PlayStation 2)
- 2001: Medal of Honor: Underground (für PlayStation)
- 2000: Medal of Honor (für PlayStation)
- 1999: Road Rash 3D (für PlayStation)
- 1998: PaRappa the Rapper (für PlayStation)

### Virtuelle Realität (Spiel des Jahres)
- 2022: Lone Echo II
- 2021: Half-Life: Alyx
- 2020: Pistol Whip
- 2019: Beat Saber
- 2018: Lone Echo/Echo Arena
- 2017: Superhot VR

### Virtuelle Realität (Technik)
- 2022: Lone Echo II
- 2021: Half-Life: Alyx
- 2020: Blood & Truth
- 2019: Tónandi
- 2018: Lone Echo/Echo Arena
- 2017: Eagle Flight

### Visual Engineering
- 2015: Mittelerde: Mordors Schatten
- 2014: The Last of Us
- 2013: Halo 4
- 2012: Uncharted 3: Drake’s Deception
- 2011: Heavy Rain
- 2010: Uncharted 2: Among Thieves
- 2009: LittleBigPlanet
- 2008: Crysis
- 2007: Gears of War
- 2006: Shadow of the Colossus
- 2005: Half-Life 2 (für PC)
- 2004: Prince of Persia: The Sands of Time (für PlayStation 2, Xbox, GameCube)
- 2003: Der Herr der Ringe: Die zwei Türme (für PlayStation 2, Xbox, GameCube)
- 2002: Halo: Kampf um die Zukunft (für Xbox)
- 2001: SSX (für PlayStation 2)
- 2000: Unreal Tournament (für PC)
- 1999: The Legend of Zelda: Ocarina of Time (für Nintendo 64)
- 1998: GoldenEye 007 (für Nintendo 64)

## Auszeichnung (Konsolen)

### Spiel des Jahres/Konsolen
- 2009: LittleBigPlanet (für PlayStation 3)
- 2008: Call of Duty 4: Modern Warfare (für Xbox 360, PlayStation 3)
- 2007: Gears of War (für Xbox 360)
- 2006: God of War 2 (für PlayStation 2)
- 2005: Halo 2 (für Xbox)
- 2004: Prince of Persia: The Sands of Time (für PlayStation 2, Xbox, GameCube)
- 2003: Tom Clancy’s Splinter Cell (für Xbox)
- 2002: Halo: Kampf um die Zukunft (für Xbox)
- 2001: SSX (für PlayStation 2)
- 2000: Soul Calibur (für Dreamcast)
- 1999: The Legend of Zelda: Ocarina of Time (für Nintendo 64)
- 1998: GoldenEye 007 (für Nintendo 64)

### Beste Innovation/Konsolenspiel
- 2005: Katamari Damacy
- 2004: EyeToy (für PlayStation 2)
- 2003: Animal Crossing (für GameCube)
- 2002: Pikmin (für GameCube)
- 2001: Shenmue (für Dreamcast)

### Bestes Actionspiel/Adventure
- 2005: Grand Theft Auto: San Andreas (für PlayStation 2)
- 2004: Crimson Skies: High Road to Revenge (für Xbox)
- 2003: Grand Theft Auto: Vice City (für PlayStation 2)
- 2002: Halo: Kampf um die Zukunft (für Xbox)
- 2001: The Legend of Zelda: Majora’s Mask (für Nintendo 64)
- 2000: Crazy Taxi (für Dreamcast)
- 1999: (Adventure) The Legend of Zelda: Ocarina of Time (für Nintendo 64)
- 1999: (Action) Banjo-Kazooie (für Nintendo 64)
- 1998: (Adventure) Final Fantasy VII (für PlayStation)
- 1998: (Action) GoldenEye 007 (für Nintendo 64)

### Bestes Konsolenspiel für Kinder
- 2006: We Love Katamari
- 2005: Sly 2: Band of Thieves (für PlayStation 2)
- 2004: Mario Party 5 (für GameCube)

### Bestes Konsolenspiel/Familientauglich
- 2005: Donkey Konga (für GameCube)
- 2004: EyeToy (für PlayStation 2)
- 2004: Die Sims: Bustin' Out (für PlayStation 2, Xbox, GameCube)
- 2002: Mario Party 4 (für GameCube)
- 2001: Mario Tennis (für Nintendo 64)
- 2000: Pokémon Snap (für Nintendo 64)

### Bestes Beat ’em Up
- 2006: Soul Calibur III
- 2005: Mortal Kombat: Deception (für PlayStation 2, Xbox, GameCube)
- 2004: SoulCalibur II (für PlayStation 2, Xbox, GameCube)
- 2003: Tekken 4 (für PlayStation 2)
- 2002: Dead or Alive 3 (für Xbox)
- 2001: Dead or Alive 2 (für Dreamcast)
- 2000: SoulCalibur (für Dreamcast)
- 1999: WCW/nWo Revenge (für Nintendo 64)
- 1998: WCW vs. nWo: World Tour (für Nintendo 64)

### Bestes Actionspiel aus der First-Person Perspektive
- 2007: Rainbow Six: Vegas (für Xbox 360)
- 2006: Battlefield 2: Modern Combat (für Xbox, PlayStation 2)
- 2005: Halo 2 (für Xbox)
- 2004: Rainbow Six 3: Raven Shield (für Xbox)
- 2003: Metroid Prime (für GameCube)

### Bestes Jump ’n’ run
- 2005: Prince of Persia: Warrior Within (für PlayStation 2, Xbox, GameCube)
- 2004: Prince of Persia: The Sands of Time (für PlayStation 2, Xbox, GameCube)
- 2003: Ratchet & Clank (für PlayStation 2)

### Bestes Rollenspiel
- 2005: Paper Mario: Die Legende vom Äonentor (für GameCube)
- 2004: Star Wars: Knights of the Old Republic (für Xbox)
- 2003: Animal Crossing (für GameCube)
- 2002: Baldur’s Gate: Dark Alliance (für PlayStation 2)
- 2001: Final Fantasy IX (für PlayStation)
- 2000: Final Fantasy VIII (für PlayStation)
- 1999: The Legend of Zelda: Ocarina of Time (für Nintendo 64)
- 1998: Final Fantasy VII (für PlayStation)

### Bestes Sportspiel
- 2004: Madden NFL 2004 (für PC, PlayStation 2, Xbox, GameCube) / SSX 3 (für PlayStation 2, Xbox, GameCube)
- 2003: Madden NFL 2003 (für PC, PlayStation 2, Xbox, GameCube)
- 2002: Tony Hawk’s Pro Skater 3 (für PC, PlayStation 2, Xbox, GameCube)
- 2001: SSX (für PlayStation 2)
- 2000: Knockout Kings 2000 (für PlayStation)
- 1999: 1080° Snowboarding (für Nintendo 64)
- 1998: International Superstar Soccer (für PlayStation)

### Beste Sportsimulation
- 2005: ESPN NFL 2K5 (für PC, PlayStation 2, Xbox, GameCube)
- 2004: Madden NFL 2004 (für PC, PlayStation 2, Xbox, GameCube)

### Bestes Funsportspiel
- 2005: Tony Hawk's Underground 2 (für PC, PlayStation 2, Xbox, GameCube)
- 2004: SSX 3 (für PlayStation 2, Xbox, GameCube)

## Auszeichnung (PC)

### Spiel des Jahres/PC
- 2009: Left 4 Dead
- 2008: The Orange Box
- 2007: The Elder Scrolls IV: Oblivion
- 2006: Age of Empires III
- 2005: Half-Life 2
- 2004: Call of Duty
- 2003: Battlefield 1942
- 2002: Black & White
- 2000: Age of Empires II
- 1999: Half-Life
- 1998: StarCraft

### Beste Innovation/PC-Spiel
- 2005: Half-Life 2
- 2004: Prince of Persia: The Sands of Time
- 2003: Battlefield 1942
- 2002: Black & White
- 2001: Deus Ex
- 2000: Disney's Magic Artist Studio
- 1999: 3-D Castle Creator
- 1999: Barbie Photo Designer Digital Camera & CD-ROM
- 1998: Orly's Draw-A-Story

### Bestes Actionspiel/Adventure
- 2005: Splinter Cell: Pandora Tomorrow
- 2004: Prince of Persia: The Sands of Time
- 2003: Grand Theft Auto III
- 2002: Return to Castle Wolfenstein
- 2001: Deus Ex
- 2000: Half-Life: Opposing Force
- 1999: (Action) Half-Life
- 1999: (Adventure) Grim Fandango
- 1998: (Action) Quake II
- 1998: (Adventure) Blade Runner

### Bestes Freeware-Spiel
- 2005: The Incredibles: Escape from Nomanisan Island
- 2004: Hamster Ball

### Bestes PC-Spiel für Familien/Kinder
- 2005: Zoo Tycoon 2
- 2004: Zoo Tycoon: Complete Collection
- 2003: Backyard Basketball
- 2002: Return of the Incredible Machine: Contraptions
- 2001: Deus Ex
- 2000: (Kinder) Disney's Villains' Revenge
- 2000: (Familie) 3-D Ultra Lionel Traintown
- 1999: (Kinder) A Bug’s Life
- 1999: (Familie) National Geographic Maps
- 1998: Abenteuer auf der Lego Insel (Lego Island)

### Bestes Actionspiel aus der First-Person Perspektive
- 2007: Tom Clancy’s Rainbow Six: Vegas
- 2006: Battlefield 2
- 2005: Half-Life 2
- 2004: Call of Duty
- 2003: Medal of Honor: Allied Assault

### Bestes Rollenspiel
- 2005: Neverwinter Nights: Kingmaker
- 2004: Star Wars: Knights of the Old Republic
- 2003: Neverwinter Nights
- 2002: Baldur’s Gate II: Der Thron des Bhaal
- 2001: Diablo II
- 2000: Asheron’s Call
- 1999: Baldur’s Gate
- 1998: Dungeon Keeper

### Beste Simulation
- 2007: Microsoft Flight Simulator X
- 2006: The Movies
- 2005: Die Sims 2
- 2004: Die Sims: Superstar
- 2003: Die Sims Unleashed
- 2002: Microsoft Flight Simulator 2002
- 2001: MechWarrior 4
- 2000: Microsoft Flight Simulator 2000 Professional
- 1999: Need for Speed III: Hot Pursuit
- 1998: Microsoft Flight Simulator 98

### Bestes Sportspiel
- 2005: Tiger Woods PGA Tour 2005
- 2004: Madden NFL 2004
- 2003: Madden NFL 2003
- 2002: FIFA 2002
- 2001: Motocross Madness 2
- 2001: FIFA 2001
- 2000: FIFA 2000
- 1999: FIFA 99
- 1998: FIFA 98 (Road To World Cup)

### Bestes Strategiespiel
- 2007: Company of Heroes
- 2006: Civilization IV
- 2005: Rome: Total War
- 2004: Command & Conquer: Generäle
- 2003: Warcraft III: Reign of Chaos
- 2002: Civilization III
- 2001: Age of Empires II: The Conquerors
- 2000: Age of Empires II
- 1999: Sid Meier’s Alpha Centauri
- 1998: Age of Empires
- 1998: StarCraft